# Lajthil izveštaj
Veštačka inteligencija: Opšti pregled, opšte poznat kao Lajthil izveštaj, je naučni članak Džejmsa Lajhila, objavljen u Artificial Intelligence: a paper symposium 1973.
Objavljen 1973. godine, sastavio ga je Lajthil za Britanski naučni istraživački savet kao procenu akademskih istraživanja u oblasti veštačke inteligencije (VI). Izveštaj je dao veoma pesimističnu prognozu za mnoge ključne aspekte istraživanja u ovoj oblasti, navodeći da „ni u jednom delu oblasti dosadašnja otkrića nisu proizvela veliki uticaj koji je tada bio obećan“.
To je „formiralo osnovu za odluku britanske vlade da prekine podršku istraživanju veštačke inteligencije na većini britanskih univerziteta“. Iako je izveštaj podržavao istraživanje simulacije neurofizioloških i psiholoških procesa, bio je „veoma kritičan prema bazičnim istraživanjima u osnovnim oblastima kao što su robotika i obrada jezika“. U izveštaju se navodi da istraživači veštačke inteligencije nisu uspeli da se pozabave pitanjem kombinatorne eksplozije kada su rešavali probleme u domenima stvarnog sveta. To jest, u izveštaju se navodi da tehnike veštačke inteligencije mogu da rade u okviru malih domena problema, ali se tehnike neće dobro skalirati da bi se rešili realniji probleme. Izveštaj predstavlja pesimističan pogled na VI koji je počeo nakon ranog uzbuđenja u polju.
Odluka Saveta za naučno istraživanje da pozove izveštaj delimično je bila reakcija na visoke nivoe neslaganja unutar Odeljenja za veštačku inteligenciju Univerziteta u Edinburgu, jednog od najranijih i najvećih centara za istraživanje veštačke inteligencije u Velikoj Britaniji.

## Spoljašnje veze
- "Artificial Intelligence: A General Survey" James Lighthill: in Artificial Intelligence: a paper symposium, Science Research Council
- Other Freddy II Robot Resources Includes a link to the 90-minute 1973 "Controversy" debate from the Royal Academy of Lighthill vs. Michie, McCarthy and Gregory in response to Lighthill's report to the British government.
- The Lighthill Debate (1973) at YouTube: Part 1·2·3·4·5·6